# Diego Schwartzman
Diego Sebastián Schwartzman (phát âm tiếng Tây Ban Nha: [ˈdjeɣo seβasˈtjan ˈʃwaɾdzman], tiếng Đức: [ˈʃvaʁtsman]; sinh ngày 16 tháng 8 năm 1992) là một cựu vận động viên quần vợt người Argentina chơi ở ATP Tour. Anh vô địch 4 danh hiệu đơn ATP, và đạt được vị trí cao nhất trong sự nghiệp của anh là vị trí số 8 vào ngày 12 tháng 10 năm 2020. Anh sở trường mặt sân đất nện, và đó là thành tích tốt nhất của anh.

## Cuộc sống
Schwartzman là người Do Thái, con trai của Ricardo và Silvana Schwartzman. Anh sinh ra và lớn lên ở Buenos Aires, Argentina. Gia đình anh di cư từ Đức sang Argentina. Anh có hai người anh trai (một lập trình viên máy tính và một đại lý du lịch), và có một người chị luật sư.
Schwartzman có biệt danh là El Peque (một từ viết tắt của "pequeño", nghĩa là "ngắn ngủn" trong tiếng Tây Ban Nha). Khi còn trẻ, anh tập luyện tại câu lạc bộ thể thao Hacoaj JCC.

## Sự nghiệp

### 2010-13
Năm 2010, ở tuổi 17 anh vô địch giải Bolivia F3 Futures (CL), và năm 2011 anh vô địch giải Chile F14 Futures (CL). Năm 2012, Schwartzman vô địch danh hiệu danh hiệu tại Peru F2 Futures (CL), Argentina F11 Futures (CL), Argentina F14 Futures (CL), Argentina F20 Futures (CL), Argentina F21 Futures (CL), Argentina F22 Futures (CL), and Buenos Aires Challenger (CL). Tại Giải quần vợt Úc Mở rộng 2013, anh thua ở vòng loại cuối cùng.

### 2014: 4 danh hiệu Challenger
Schwartzman lần đầu tham dự vòng đấu chính một sự kiện Grand Slam tại Giải quần vợt Pháp Mở rộng 2014. Anh đã vượt qua vòng loại trước khi anh bị loại ở vòng hai, khi anh thua Roger Federer. Anh thua vòng một Giải quần vợt Mỹ Mở rộng 2014 trước Novak Djokovic.
Ở ATP Challenger Tour, anh giành được bốn danh hiệu tại Aix-en-Provence, Prague, Campinas, và San Juan. Ở ATP Challenger Tour Finals, anh thắng João Souza, Simone Bolelli, và Guilherme Clezar để giành được danh hiệu. Vào cuối năm 2014, anh đạt vị trí số 61.

### 2015: Bán kết Istanbul Mở rộng

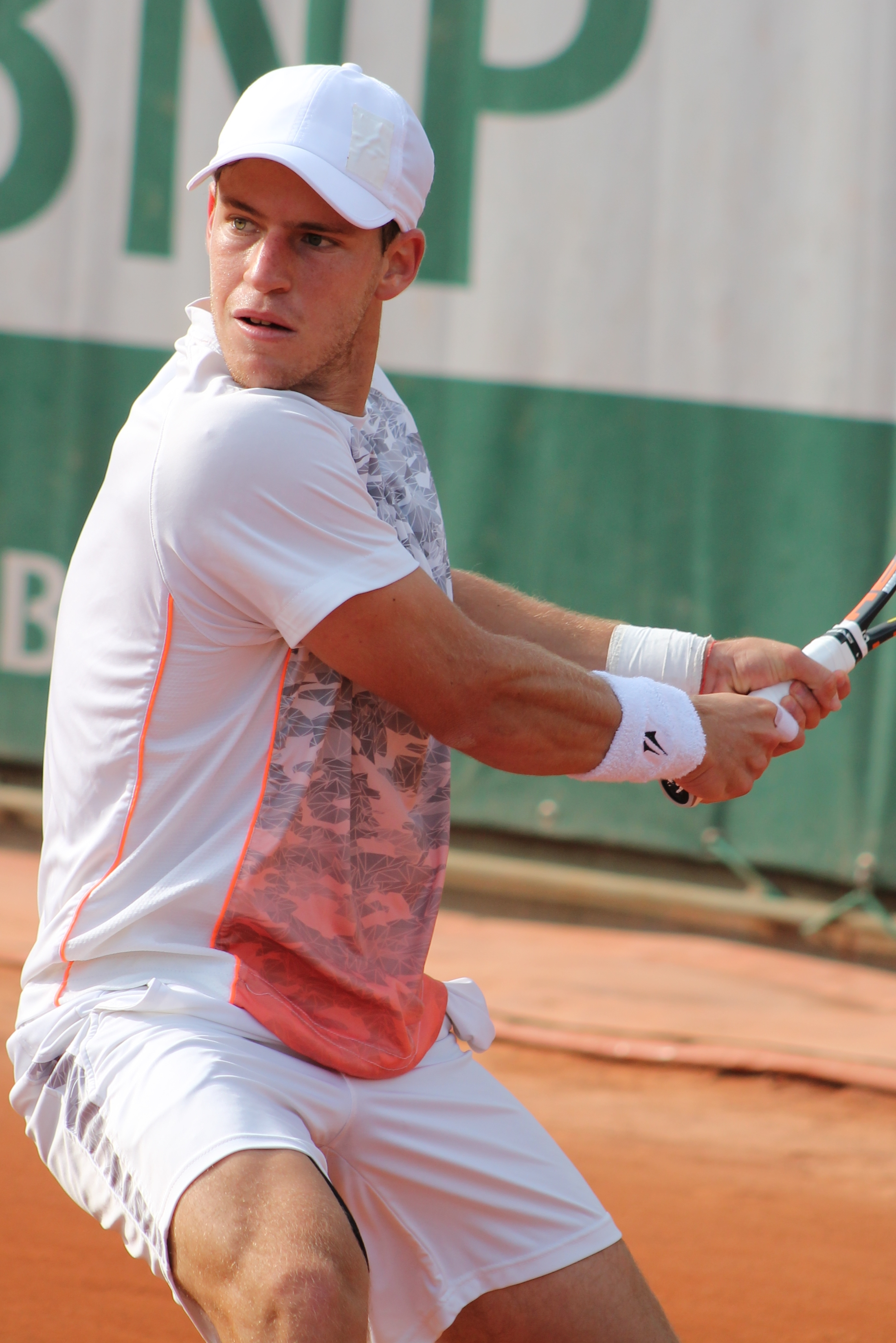
Diego Schwartzman (2015)

Schwartzman có kết quả tốt nhất tại Giải quần vợt Istanbul Mở rộng 2015, khi anh vào vòng bán kết, thắng chóng vánh trước tay vợt top 10 Jurgen Melzer. Tại vòng bán kết, anh thua tay vợt Roger Federer. Schwartzman thắng set đầu, trước khi anh để thua 7-5 trong set cuối. Anh cũng đánh với Đội tuyển Davis Cup Argentina, khi vào vòng bán kết năm 2015

### 2016: Vô địch Istanbul Mở rộng

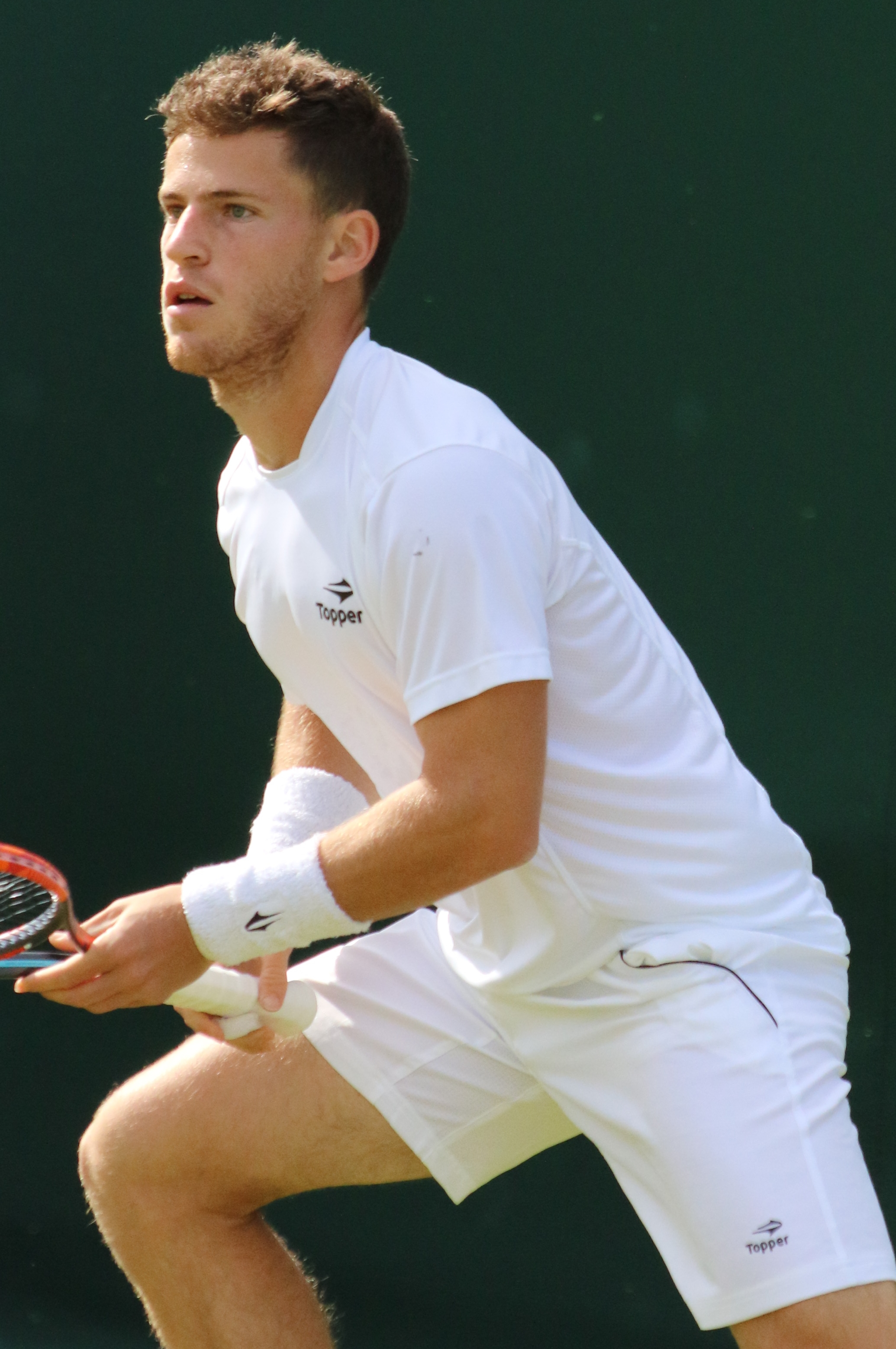
Diego Schwartzman (2016)

Schwartzman vô địch danh hiệu đầu tiên tại Giải quần vợt Istanbul Mở rộng 2016 - một giải ATP250 sân đất nện ngoài trời. Anh thắng tay vợt Grigor Dimitrov trong trận chung kết, trở lại thắng 6-0 trong set cuối sau khi thua set đầu trong loạt tie-break. Sau đó, Dimitrov xin lỗi vì hành vi của mình trong trận đấu, sau khi anh đập vỡ ba vợt, cuối cùng dẫn đến một cảnh báo, một hình phạt điểm, và sau đó một hình phạt điểm. Hình phạt thứ hai và cuối cùng được đưa ra với Dimitrov xuống 5-0 và đưa ra game, set, match với Schwartzman.
Tháng 10, Schwartzman lần thứ hai vào vòng chung kết ATP250, ở Antwerp. Anh thua Richard Gasquet 6-7, 1-6 trong trận chung kết.

### 2017: Tứ kết Mỹ Mở rộng
Schwartzman vào vòng ba Giải quần vợt Pháp Mở rộng 2017, khi anh thua Novak Djokovic. Anh dẫn trước 2-1, nhưng Djokovic lội ngược dòng thắng 5 set.
Tại Rogers Cup 2017, tay vợt 25 tuổi thắng sau bốn điểm kết thúc trận đấu 4-6, 7-6(7), 7-5 trước hạt giống số 3 Dominic Thiem (Số 7 trên thế giới), anh thắng tay vợt top 10 đầu tiên.
Vào ngày 1 tháng 9, anh đánh bại tay vợt vị trí số 7 trên thế giới, và là hạt giống số 5, Marin Cilić ở vòng ba Giải quần vợt Mỹ Mở rộng 2017 sau 4 set. Ngày 3 tháng 9, anh đánh bại tay vợt vị trí số 20, hạt giống số 16, Lucas Pouille, ở vòng 4 và vào vòng tứ kết. Tại 5' 7" (170 cm), Schwartzman đã vào tứ kết với chiều cao ngắn nhất kể từ Jaime Yzaga (5' 7" Mỹ Mở rộng). Schwartzman nói: "Nó không chỉ dành cho những tay vợt mạnh ở đây."
Schwartzman kết thúc mùa giải 2017 với điểm cao nhất. Anh kết thúc năm năm với vị trí số 25 trên thế giới, anh lần đầu tiên vào tứ kết một giải Grand Slam; anh 2 lần vào vòng tứ kết giải Masters 1000.Anh thắng 39 trận đấu đơn và tiền thưởng $1,536,000, hơn với kỷ lục trước của anh với 17 trận thắng và $441,000 trong mùa giải 2016.

### 2018: Danh hiệu thứ 2 ATP, top 20 & tứ kết Grand Slam
Trong 17 giải Grand Slam đầu của anh, Schwartzman chỉ vào được vòng ba một lần. Nhưng tại Giải quần vợt Úc Mở rộng 2018, anh vào tới vòng 4, khi anh đánh với tay vợt số 1 thế giới Rafael Nadal. Lần đầu tiên trong sự nghiệp, Schwartzman đã thực hiện 2 week ở vị trí quan trọng trong lần thứ hai liên tiếp, sau màn trình diễn cuối cùng của anh tại Giải quần vợt Mỹ Mở rộng. Mặc dù đi vào trận đấu với một kỷ lục 0-3 head-to-head, 0-7 trong set, Schwartzman đã thiết lập thứ hai tiebreak 7-4 trước khi cuối cùng đi xuống trong 4 set. Nhờ màn trình diễn của mình, anh đã đạt được một bảng xếp hạng đơn cao nhất trong sự nghiệp với vị trí số 24 vào ngày 29 tháng 1 năm 2018.
Sau đó, anh vô địch giải Rio Open 2018, một giải ATP500 sân đất nện, đánh bại Fernando Verdasco 6-2, 6-3. Rio Open là danh hiệu lớn nhất mà Schwartzman đã đạt được trong sự nghiệp. Anh đạt được vị trí mới cao nhất trong sự nghiệp, vị trí số 15 trên thế giới vào ngày 2 tháng 4 năm 2018, và trở thành tay vợt nam người Do Thái đầu tiên vào được top 20 nội dung đơn kể từ Brad Gilbert đạt được vị trí số 4 vào năm 1990. Tại Giải quần vợt Pháp Mở rộng, Schwartzman lần thứ hai vào vòng tứ kết một giải Grand Slam. Anh không thắng chóng vánh khi anh vào vòng 4 đánh bại Kevin Anderson thắng sau 4 tiếng đồng hồ đánh, khi anh trở lại sau 2 set đầu thua. Ở vòng tứ kết, anh trở thành tay vợt nam đầu tiên thắng 1 set trước nhà vô địch 10 lần Rafael Nadal, thắng set đầu 6-4, nhưng trận đấu bị hoãn vì trời mưa và ngày hôm sau Rafa thắng 3 set tiếp theo. Trận đấu tứ kết của anh đã đánh dấu cuộc tranh tài lớn thứ 3 liên tiếp của anh, nơi anh đã tham dự tuần thi đấu thứ hai.
Schwartzman chỉ tham dự 2 giải sân cỏ trong năm 2018 bao gồm giải Eastbourne International và giải Wimbledon. Mặc dù Schwartzman là hạt giống số #1 tại giải Eastbourne, anh thua ở vòng 1 trước Mirza Bašić sau 3 set đấu. Tại giải Wimbledon, Schwartzman thắng lại Mirza Bašić sau 3 set đấu trước khi thua ở vòng 2 trước Jiří Veselý.
Schwartzman vào vòng tứ kết tại Giải quần vợt Đức Mở rộng, nhưng thua trước tay vợt á quân sau đó, Leonardo Mayer sau 3 set.

### 2019: Chung kết Argentina Mở rộng và Bán kết Masters 1000 đầu tiên
Schwartzman bắt đầu mùa giải 2019 với chiến thắng trước Rudolf Molleker sau 4 set và tay vợt người Mỹ Denis Kudla sau 5 set. Anh bị loại ở vòng 3 bởi cựu á quân giải Wimbledon, Tomáš Berdych.
Sau khi bị loại ở vòng 3 tại Giải quần vợt Úc Mở rộng, Schwartzman tham dự giải Cordoba Open 2019 và vào vòng tứ kết. Schwartzman sau đó vào vòng tứ kết tại Giải quần vợt Argentina Mở rộng 2019, một giải sân đất nện ATP 250. Trên đường vào trận chung kết Schwartzman đáng vợt số #8 thế giới, Dominic Thiem, 2-6, 6-4, 7-6. Schwartzman thua sau 2 set đấu trước Marco Cecchinato trong trận chung kết.
Schwartzman không thể bảo vệ thành công danh hiệu tại Rio Open 2019 sau khi bỏ cuộc ở set 2 vì bị chấn thương chân phải ở vòng 1.
Schwartzman đánh bại Kei Nishikori ở vòng tứ kết tại giải Internazionali BNL d'Italia 2019 trước khi thua trước Novak Djokovic sau 3 set đấu.

## Các trận chung kết quan trọng

### Chung kết Masters 1000

#### Đơn: 1 (1 á quân)
| Kết quả | Năm  | Giải đấu     | Mặt sân | Đối thủ        | Tỷ số    |
| ------- | ---- | ------------ | ------- | -------------- | -------- |
| Á quân  | 2020 | Italian Open | Đất nện | Novak Djokovic | 5–7, 3–6 |

#### Đôi: 2 (2 á quân)
| Kết quả | Năm  | Giải đấu     | Mặt sân | Đồng đội      | Đối thủ                       | Tỷ số                  |
| ------- | ---- | ------------ | ------- | ------------- | ----------------------------- | ---------------------- |
| Á quân  | 2019 | Madrid Open  | Đất nện | Dominic Thiem | Jean-Julien Rojer Horia Tecău | 2–6, 3–6               |
| Á quân  | 2022 | Italian Open | Đất nện | John Isner    | Nikola Mektić Mate Pavić      | 2–6, 7–6(8–6), [10–12] |

## Chung kết ATP

### Đơn: 14 (4 danh hiệu, 10 á quân)
| Legend                            |
| --------------------------------- |
| Grand Slam tournaments (0–0)      |
| ATP World Tour Finals (0–0)       |
| ATP World Tour Masters 1000 (0–1) |
| ATP World Tour 500 Series (1–2)   |
| ATP World Tour 250 Series (3–7)   |

| Titles by surface |
| ----------------- |
| Cứng (1–5)        |
| Đất nện (3–5)     |
| Cỏ (0–0)          |

| Titles by setting |
| ----------------- |
| Ngoài trời (4–5)  |
| Trong nhà (0–5)   |

| Kết quả | Thắng-Thua | Ngày              | Giải đấu                  | Cấp độ       | Mặt sân          | Đối thủ             | Tỷ số                   |
| ------- | ---------- | ----------------- | ------------------------- | ------------ | ---------------- | ------------------- | ----------------------- |
| Vô địch | 1–0        | tháng 5 năm 2016  | Istanbul Open, Thổ Nhĩ Kỳ | 250 Series   | Đất nện          | Grigor Dimitrov     | 6–7(5–7), 7–6(7–4), 6–0 |
| Á quân  | 1–1        | tháng 10 năm 2016 | European Open, Bỉ         | 250 Series   | Cứng (trong nhà) | Richard Gasquet     | 6–7(4–7), 1–6           |
| Á quân  | 1–2        | tháng 10 năm 2017 | European Open, Bỉ         | 250 Series   | Cứng (trong nhà) | Jo-Wilfried Tsonga  | 3–6, 5–7                |
| Vô địch | 2–2        | tháng 2 năm 2018  | Rio Open, Brazil          | 500 Series   | Đất nện          | Fernando Verdasco   | 6–2, 6–3                |
| Á quân  | 2–3        | tháng 2 năm 2019  | Argentina Open, Argentina | 250 Series   | Đất nện          | Marco Cecchinato    | 1–6, 2–6                |
| Vô địch | 3–3        | tháng 8 năm 2019  | Los Cabos Open, Mexico    | 250 Series   | Cứng             | Taylor Fritz        | 7–6(8–6), 6–3           |
| Á quân  | 3–4        | tháng 10 năm 2019 | Vienna Open, Áo           | 500 Series   | Cứng (trong nhà) | Dominic Thiem       | 6–3, 4–6, 3–6           |
| Á quân  | 3–5        | tháng 2 năm 2020  | Córdoba Open, Argentina   | 250 Series   | Đất nện          | Cristian Garín      | 6–2, 4–6, 0–6           |
| Á quân  | 3–6        | tháng 9 năm 2020  | Italian Open, Ý           | Masters 1000 | Đất nện          | Novak Djokovic      | 5–7, 3–6                |
| Á quân  | 3–7        | tháng 10 năm 2020 | Cologne Championship, Đức | 250 Series   | Cứng (trong nhà) | Alexander Zverev    | 2–6, 1–6                |
| Vô địch | 4–7        | Tháng 3 năm 2021  | Argentina Open, Argentina | 250 Series   | Đất nện          | Francisco Cerúndolo | 6–1, 6–2                |
| Á quân  | 4–8        | Tháng 10 năm 2021 | European Open, Belgium    | 250 Series   | Cứng (trong nhà) | Jannik Sinner       | 2–6, 2–6                |
| Á quân  | 4–9        | Tháng 2 năm 2022  | Argentina Open, Argentina | 250 Series   | Đất nện          | Casper Ruud         | 7–5, 2–6, 3–6           |
| Á quân  | 4–10       | Tháng 2 năm 2022  | Rio Open, Brazil          | 500 Series   | Đất nện          | Carlos Alcaraz      | 4–6, 2–6                |

### Đôi: 5 (5 á quân)
| Chú thích                         |
| --------------------------------- |
| Grand Slam (0–0)                  |
| ATP World Tour Finals (0–0)       |
| ATP World Tour Masters 1000 (0–2) |
| ATP World Tour 500 (0–0)          |
| ATP World Tour 250 (0–3)          |

| Danh hiệu theo mặt sân |
| ---------------------- |
| Cứng (0–0)             |
| Đất nện (0–4)          |
| Cỏ (0–0)               |

| Danh hiệu theo lắp đặt |
| ---------------------- |
| Ngoài trời (0–3)       |
| Trong nhà (0–0)        |

| Kết quả | T–B | Ngày             | Giải đấu                     | Thể loại     | Mặt sân | Đồng đội       | Đối thủ                           | Tỷ số                  |
| ------- | --- | ---------------- | ---------------------------- | ------------ | ------- | -------------- | --------------------------------- | ---------------------- |
| Á quân  | 0–1 | Tháng 2 năm 2015 | Brasil Open, Brasil          | 250 Series   | Đất nện | Paolo Lorenzi  | Juan Sebastián Cabal Robert Farah | 4–6, 2–6               |
| Á quân  | 0–2 | Tháng 5 năm 2016 | Istanbul Mở rộng, Thổ Nhĩ Kỳ | 250 Series   | Đất nện | Andrés Molteni | Flavio Cipolla Dudi Sela          | 3–6, 7–5, [7–10]       |
| Á quân  | 0–3 | Tháng 2 năm 2019 | Argentina Mở rộng, Argentina | 250 Series   | Đất nện | Dominic Thiem  | Máximo González Horacio Zeballos  | 1–6, 1–6               |
| Á quân  | 0–4 | Tháng 5 năm 2019 | Madrid Masters, Tây Ban Nha  | Masters 1000 | Đất nện | Dominic Thiem  | Jean-Julien Rojer Horia Tecău     | 2–6, 3–6               |
| Á quân  | 0–5 | Tháng 5 năm 2022 | Italian Open, Ý              | Masters 1000 | Đất nện | John Isner     | Nikola Mektić Mate Pavić          | 2–6, 7–6(8–6), [10–12] |

## Chung kết Challenger

### Đơn: 15
| Chú thích                        |
| -------------------------------- |
| ATP Challenger Tour Finals (1–0) |
| ATP Challengers Tour (7–7)       |

| Chung kết theo mặt sân |
| ---------------------- |
| Cứng (0–0)             |
| Đất nện (8–7)          |
| Cỏ (0–0)               |
| Thảm (0–0)             |

| Kết quả | Số | Ngày                 | Giải đấu                         | Mặt sân     | Đối thủ             | Tỷ số                  |
| ------- | -- | -------------------- | -------------------------------- | ----------- | ------------------- | ---------------------- |
| Vô địch | 1. | 28 tháng 10 năm 2012 | Buenos Aires, Argentina          | Đất nện     | Guillaume Rufin     | 6–1, 7–5               |
| Á quân  | 1. | 29 tháng 4 năm 2013  | Tunis, Tunisia                   | Đất nện     | Adrian Ungur        | 6–4, 0–6, 2–6          |
| Á quân  | 2. | 24 tháng 6 năm 2013  | Marburg, Đức                     | Đất nện     | Andrey Golubev      | 1–6, 3–6               |
| Á quân  | 3. | 7 tháng 9 năm 2013   | Banja Luka, Bosna và Hercegovina | Đất nện     | Aljaž Bedene        | 3–6, 4–6               |
| Á quân  | 4. | 7 tháng 10 năm 2013  | San Juan, Argentina              | Đất nện     | Guido Andreozzi     | 7–6(7–4), 6–7(5–7) 0–6 |
| Á quân  | 5. | 28 tháng 10 năm 2013 | Montevideo, Uruguay              | Đất nện     | Thomaz Bellucci     | 4–6, 4–6               |
| Á quân  | 6. | 7 tháng 4 năm 2014   | Itajaí, Brasil                   | Đất nện     | Facundo Argüello    | 6–4, 0–6, 4–6          |
| Vô địch | 2. | 12 tháng 5 năm 2014  | Aix-en-Provence, Pháp            | Đất nện     | Andreas Beck        | 6–7, 6–3, 6–2          |
| Winner  | 3. | 10 tháng 8 năm 2014  | Prague, Cộng hòa Séc             | Đất nện     | Andre Ghem          | 6–4, 7–5               |
| Vô địch | 4. | 15 tháng 9 năm 2014  | Campinas, Brasil                 | Đất nện     | Andre Ghem          | 4–6, 6–4, 7–5          |
| Á quân  | 7. | 22 tháng 9 năm 2014  | Porto Alegre, Brasil             | Đất nện     | Carlos Berlocq      | 4–6, 6–4, 0–6          |
| Vô địch | 5. | 19 tháng 10 năm 2014 | San Juan, Argentina              | Đất nện     | João Souza          | 7–6, 6–3               |
| Vô địch | 6. | 23 tháng 11 năm 2014 | São Paulo, Brasil                | Đất nện (i) | Guilherme Clezar    | 6–2, 6–3               |
| Vô địch | 7. | 11 tháng 9 năm 2016  | Barranquilla, Colombia           | Đất nện     | Rogério Dutra Silva | 6–4, 6–1               |
| Vô địch | 8. | 19 tháng 11 năm 2016 | Montevideo, Uruguay              | Đất nện     | Rogério Dutra Silva | 6–4, 6–1               |

## Thống kê sự nghiệp
| VĐ | CK | BK | TK | V# | RR | Q# | A |  | Z# | PO | G | F-S | SF-B | NMS | NH |

### Đơn
Tính đến Giải quần vợt Pháp Mở rộng 2019.
| Grand Slam                  |      |      |       |       |       |       |       |            |            |            |
| Úc Mở rộng                  | VL3  | VL1  | V1    | V1    | V2    | V4    | V3    | 0 / 5      | 6–5        | 55%        |
| Pháp Mở rộng                | VL2  | V2   | V2    | V1    | V3    | TK    | V2    | 0 / 6      | 9–6        | 60%        |
| Wimbledon                   | A    | A    | V1    | V1    | V1    | V2    |       | 0 / 4      | 1–4        | 20%        |
| Mỹ Mở rộng                  | VL3  | V1   | V2    | V1    | TK    | V3    |       | 0 / 5      | 7–5        | 58%        |
| Thắng–Bại                   | 0–0  | 1–2  | 2–4   | 0–4   | 7–4   | 10–4  | 3–2   | 0 / 20     | 23–20      | 53%        |
| ATP World Tour Masters 1000 |      |      |       |       |       |       |       |            |            |            |
| Indian Wells                | A    | A    | 2R    | 1R    | 1R    | 2R    | 3R    | 0 / 5      | 2–5        | 29%        |
| Miami Masters               | Q1   | Q1   | 1R    | 1R    | 3R    | 3R    | 2R    | 0 / 5      | 3–5        | 38%        |
| Monte-Carlo                 | A    | A    | 1R    | A     | QF    | 2R    | 2R    | 0 / 4      | 5–4        | 56%        |
| Madrid Masters              | A    | A    | A     | A     | 2R    | 3R    | 2R    | 0 / 3      | 4–3        | 57%        |
| Internazionali BNL d'Italia | A    | A    | 1R    | A     | 1R    | 2R    | SF    | 0 / 4      | 5-4        | 56%        |
| Rogers Cup                  | A    | A    | A     | A     | QF    | 3R    |       | 0 / 2      | 5–2        | 71%        |
| Cincinnati Masters          | A    | A    | A     | Q1    | 1R    | 1R    |       | 0 / 2      | 0–2        | 0%         |
| Thượng Hải Masters          | A    | A    | A     | Q1    | 2R    | 1R    |       | 0 / 2      | 1–2        | 33%        |
| Paris Masters               | A    | A    | A     | A     | 2R    | 3R    |       | 0 / 2      | 2–2        | 50%        |
| Thắng–Bại                   | 0–0  | 0–0  | 1–4   | 0–2   | 11–9  | 8–9   | 7–5   | 0 / 29     | 27–29      | 48%        |
| Đại diện quốc gia           |      |      |       |       |       |       |       |            |            |            |
| Davis Cup                   | A    | A    | SF    | A     | PO    | PO    |       | 0 / 1      | 4–3        | 57%        |
| Thống kê sự nghiệp          |      |      |       |       |       |       |       |            |            |            |
|                             | 2013 | 2014 | 2015  | 2016  | 2017  | 2018  | 2019  | Sự nghiệp  | Sự nghiệp  | Sự nghiệp  |
| Giải đấu                    | 5    | 4    | 20    | 18    | 27    | 26    | 14    | 114        | 114        | 114        |
| Danh hiệu                   | 0    | 0    | 0     | 1     | 0     | 1     | 0     | 2          | 2          | 2          |
| Chung kết                   | 0    | 0    | 0     | 2     | 1     | 1     | 1     | 5          | 5          | 5          |
| Tổng số Thắng–Bại           | 1–5  | 2–4  | 11–22 | 17–17 | 39–28 | 33–26 | 19–14 | 122–116    | 122–116    | 122–116    |
| % Thắng                     | 17%  | 33%  | 33%   | 50%   | 58%   | 56%   | 58%   | 51.26%     | 51.26%     | 51.26%     |
| Xếp hạng cuối năm           | 117  | 61   | 88    | 52    | 26    | 17    |       | $6,132,261 | $6,132,261 | $6,132,261 |

### Đôi
| Giải đấu     | 2014 | 2015 | 2016 | 2017 | 2018 | 2019 | SR     | T–B  |
| ------------ | ---- | ---- | ---- | ---- | ---- | ---- | ------ | ---- |
| Grand Slam   |      |      |      |      |      |      |        |      |
| Úc Mở rộng   | A    | 2R   | A    | 1R   | 1R   | 1R   | 0 / 4  | 1–4  |
| Pháp Mở rộng | A    | 1R   | 1R   | 1R   | 2R   | SF   | 0 / 5  | 5–5  |
| Wimbledon    | A    | 1R   | 2R   | 1R   | A    |      | 0 / 3  | 1–3  |
| Mỹ Mở rộng   | 1R   | 2R   | 2R   | 1R   | 1R   |      | 0 / 5  | 2–5  |
| Thắng–Bại    | 0–1  | 2–4  | 2–3  | 0–4  | 1–3  | 4–2  | 0 / 17 | 9–17 |

## Thắng tay vợt trong top 10
- Anh có thành tích đối đầu với các tay vợt này là 5–22 (.185), tại thời điểm trận đấu diễn ra, đứng trong top 10.

| Mùa giải | 2010 | 2011 | 2012 | 2013 | 2014 | 2015 | 2016 | 2017 | 2018 | 2019 | Tổng số |
| Thắng    | 0    | 0    | 0    | 0    | 0    | 0    | 0    | 2    | 1    | 2    | 5       |

| #    | Tay vợt        | Xếp hạng | Sự kiện                      | Mặt sân | Vg   | Tỷ số                        | Xếp hạng của DS |
| 2017 | 2017           | 2017     | 2017                         | 2017    | 2017 | 2017                         | 2017            |
| ---- | -------------- | -------- | ---------------------------- | ------- | ---- | ---------------------------- | --------------- |
| 1.   | Dominic Thiem  | 7        | Montreal, Canada             | Cứng    | V2   | 6–4, 6–7(7–9), 7–5           | 36              |
| 2.   | Marin Čilić    | 7        | Mỹ Mở rộng, New York, Hoa Kỳ | Cứng    | V3   | 4–6, 7–5, 7–5, 6–4           | 33              |
| 2018 |                |          |                              |         |      |                              |                 |
| 3.   | Kevin Anderson | 7        | Pháp Mở rộng, Paris, Pháp    | Đất nện | V4   | 1–6, 2–6, 7–5, 7–6(7–0), 6–2 | 12              |
| 2019 |                |          |                              |         |      |                              |                 |
| 4.   | Dominic Thiem  | 8        | Buenos Aires, Argentina      | Đất nện | BK   | 2–6, 6–4, 7–6(7–5)           | 19              |
| 5.   | Kei Nishikori  | 6        | Rome, Ý                      | Đất nện | TK   | 6–4, 6–2                     | 24              |